# Odznaka „Za wierną służbę”
Odznaka pamiątkowa I Brygady Legionów lub Odznaka „Za wierną służbę” – odznaka honorowa I Brygady Legionów Polskich. Ustanowiona rozkazem Józefa Piłsudskiego z 6 sierpnia 1916 roku. Przez niektórych historyków uważana za pierwsze odznaczenie niepodległej Polski.

## Historia
Po pierwszych walkach Legionów Polskich w środowisku legionistów I Brygady pojawił się pomysł utworzenia własnego odznaczenia, które miałoby nawiązywać do Orderu Virtuti Militari. Nowe odznaczenie otrzymało miano Krzyża „Cnocie Wojskowej”. Próba reaktywowania Orderu Virtuti Militari zakończyła się jednak fiaskiem – projekt Krzyża nie spodobał się władzom austriackim. W ich ocenie był zbyt „polski”.
Wobec takiego obrotu sprawy poszczególni dowódcy brygad i pułków postanowili wprowadzić własne odznaki honorowe o polskim charakterze. Tak aby zastąpić odznaczenia austro-węgierskie oraz niemieckie. Do pierwszych tego typu odznak należała odznaka I Brygady „Za wierną służbę”.
W lipcu 1916 roku miała miejsce najkrwawsza bitwa Legionów Polskich – bój pod Kostiuchnówką. Niezwykłe poświęcenie i męstwo polskich żołnierzy spowodowały, że zrodziła się myśl Józefa Piłsudskiego, by podziękować im za wspólną służbę. W ten sposób powstała odznaka „Za wierną służbę”.
6 sierpnia 1916 roku w drugą rocznicę wyruszenia I Kompanii Kadrowej, która dała początek Legionom Polskim, rozkazem Józefa Piłsudskiego została ustanowiona odznaka „Za wierną służbę”.
Następnie miała miejsce uroczystość pierwszej dekoracji. Odbyła się ona na polu obok sztabu brygady, na skraju lasu Sylwesterówka w Kolonii Dubniaki na Wołyniu. Na uroczystość żołnierze przyszli wprost z okopów. Dekorację poprzedziło przemówienie komendanta brygady, Józefa Piłsudskiego:

Obywatele! Dziś druga rocznica naszych walk o wolność. Drugi rok mija, a żołnierz jest wciąż w swej ojczyźnie tułaczem. Drugi rok bojów, za wami długi rząd krzyżów wycina ramiona ku niebu. Wy, coście wszystko w wierności przetrwali, dziś dostaniecie skromną odznakę: „Za wierną służbę”. Tej, co żyć będzie tętnem krwi. Wszystkich tu równe zasługi – dla wszystkich jedna odznaka. Cześć tym, co w grobach! Cześć tym, co przyszli i przejdą w trudzie żołnierskim, by otworzyć wrota Wolności! Cześć wam, żołnierze!

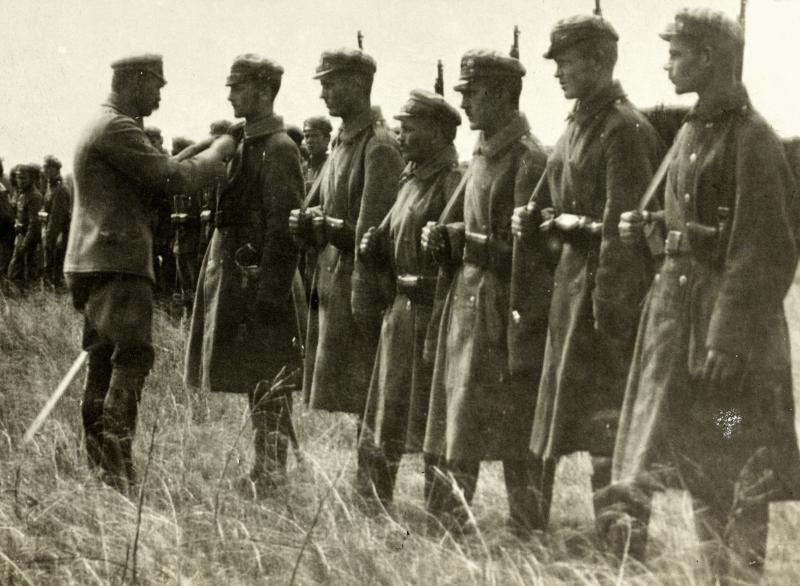
Pierwsza dekoracja legionistów odznaką „Za wierną służbę”

Po tych słowach Piłsudski przystąpił do dekorowania pierwszych żołnierzy.
W uroczystości oprócz sztabu brygady wzięły udział delegacje wszystkich batalionów i zakładów (sanitarnego, poczty, warsztatów, trenu prowiantowego, oddziału łączności). Szczególne miejsce przeznaczono dla byłych żołnierzy I Kompanii Kadrowej oraz patrolu Beliny. Ponadto wśród zaproszonych gości obecny był oddział honorowy II Brygady Legionów Polskich.
Zgodnie z rozkazem odznaka była przeznaczona dla wszystkich żołnierzy, którzy w I Brygadzie Legionów Polskich służyli co najmniej rok na froncie. Mogli ją otrzymać także żołnierze taborów oraz zakładów obsługujących I Brygadę, nienagannie wykonujący swoje obowiązki. Ponadto prawo do ubiegania się o odznakę przysługiwało także byłym członkom organizacji strzeleckich z terenu Królestwa Polskiego w okresie okupacji rosyjskiej, żołnierzom z byłego biura wywiadowczego I Brygady oraz żołnierze przeniesieni z I Brygady do innych polskich jednostek, przed przesłużeniem jednego roku. W ostatnim przypadku wymagana była zgoda aktualnego dowódcy.

## Opis odznaki
Autorem projektu odznaki „Za wierną służbę” był sierżant 1 pułku piechoty Wojciech Jastrzębowski, późniejszy twórca monet II Rzeczypospolitej. Produkcja pierwszych egzemplarzy odbywała się w firmie medalierskiej Józefa Chylińskiego z Warszawy.
Odznaka miała kształt ażurowego krzyża wpisanego w koło o średnicy 32 mm. Na poziomych ramionach krzyża umieszczone były litery „J” (Józef) – „P” (Piłsudski), zaś na pionowych „1” – „Br” (Brygada). Na tarczy środkowej krzyża umieszczono orła w koronie, stylizowanego według wzorów orłów Królestwa Polskiego i wzoru z 1913 roku. Pierwsze odznaki wykonane w warsztacie Chylińskiego miały także na poziomych ramionach krzyża inicjały autora odznaki „W-J”. Odznaki wykonane były w srebrze lub żelazie. Na rewersie odznaki umieszczany był numer porządkowy .
Zgodnie z rozkazem Piłsudskiego odznakę należało nosić na lewej stronie munduru, pod boczną kieszenią.
W późniejszym okresie wraz z odznaką wydawano imienne zaświadczenia z winietą podpisywane własnoręcznie przez Józefa Piłsudskiego w imieniu „Komendy I Brygady L.P.”. Zaświadczenia były numerowane zgodnie z numerami odznak.

## Nawiązania do odznaki w kulturze
Odznaka „Za wierną służbę” była ulubionym motywem odznak pamiątkowych pułków Wojska Polskiego nawiązujących do tradycji legionowych (1., 5., 6 pułk piechoty, 11. pułk ułanów, 1. pułk artylerii lekkiej oraz 1. kompanii telegraficznej 1. Dywizji Piechoty Legionów).
Ponadto nazwa odznaki dała tytuł jednej z książek Andrzeja Struga (Odznaka Za Wierną Służbę, wyd. Warszawa 1921), a Roman Woynicz-Horoszkiewicz napisał w roku 1919 o odznace wiersz (Za wierną służbę).
Współcześnie do motywu odznaki „Za wierną służbę” nawiązuje także odznaka pamiątkowa „Uczestnikowi Marszu Szlakiem Kadrówki”. Odznakę ustanowiono podczas pierwszego Marszu Szlakiem Kadrówki po II wojnie światowej (rok 1981). Od 1984 roku odznaka ta przyznawana jest uczestnikom, którzy trzykrotnie przejdą trasę całego Marszu.